# C.E.A. Schøller
Christian Emil August Schøller (født 2. november 1843 på Margård, død 20. februar 1932 sammesteds) var en dansk godsejer og genealog.

## Godsejer
Han var søn af kammerherre, oberstløjtnant Christian Schøller og hustru født Reimers, blev student 1863 fra Odense Katedralskole og cand.polit. 1867. Han overtog 1884 Margård, som han drev i en årrække, men senere bortforpagtede. 1870 blev han jægermester (titulær) og 1907 hofjægermester.

## Genealog
Schøller var optaget af genealogi og var redaktør af Personalhistorisk Tidsskrift 1898–99 og var medlem af bestyrelsen for Samfundet for dansk-norsk Genealogi og Personalhistorie 1904–21.
Han interesserede sig især for officers- og adelsslægter, hvilket resulterede i en række artikler i Personalhistorisk Tidsskrift, især omhandlende fremmed adel i Danmark. Han har skrevet om familien Schøller (særtryk 1891), familien Leschly (1899) og familien Mygind (1901) og han var medarbejder ved 1. udgave af Dansk Biografisk Leksikon. Hans efterladte papirer findes i Landsarkivet for Fyn.

## Ægteskab
Schøller blev gift 9. marts 1870 i Holmens Kirke med Henriette Elisabeth Christine Mechlenburg (12. april 1847 i Fredericia - 18. december 1911 i København, datter af kaptajn Carl Emil Mechlenburg (1802-1848) og Marie Charlotte Magdalene Undall (1818-1896). Ægteskabet blev opløst i 1877.
Han er begravet på Søndersø Kirkegård.